# Variado costero bonaerense
Se conoce como variado costero bonaerense, conjunto bonaerense costero,
conjunto íctico variado costero conjunto íctico costero, asociación íctica costera bonaerense, o asociación íctica demersal costera bonaerense a los desembarques multiespecíficos de una particular asociación íctica demersal, compuesta por una treintena de especies de peces óseos y cartilaginosos, los que habitan en el litoral costero de la provincia argentina de Buenos Aires, y que tradicionalmente son el principal objetivo de la pesca comercial de la región.

## Descripción del área

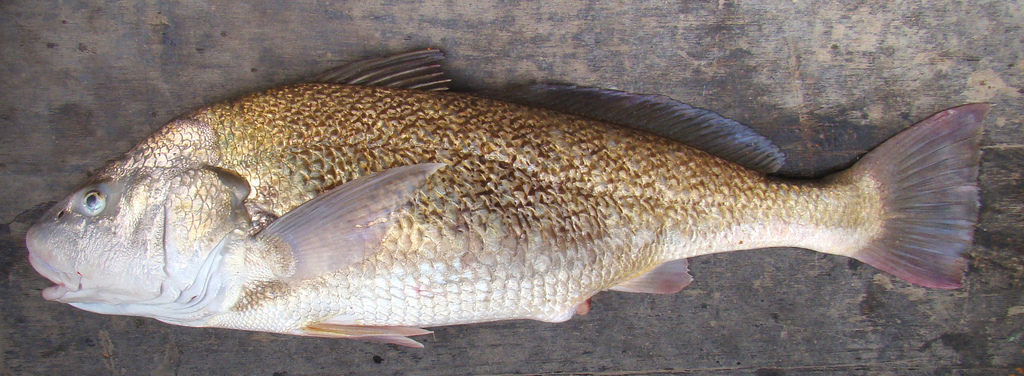
Entre los peces que incluye el variado costero destaca la corvina rubia, no solo por su abundancia, también por los volúmenes que se pescan anualmente.

El conjunto que compone el variado costero bonaerense habita en las aguas del litoral de esa provincia argentina, el que comienza en la propia línea de costa. Hacia mar adentro, topográficamente están separadas de las del régimen de plataforma por el escalón ubicado aproximadamente entre las isóbatas de 50 y 60 metros.
La zona se caracteriza por tener una importante productividad biológica. Es influenciada por las plumas de descarga de agua dulce —ricas en nutrientes— volcadas por el Río de la Plata en la zona septentrional y por los ríos Colorado y Negro (del nordeste de la Patagonia), en la sección austral, así como por un conjunto de ríos y arroyos menores, que desembocan en el sector intermedio. Respecto a las corrientes marinas recibe el aporte de nutrientes transportados desde el sur por las frías aguas subantárticas de la corriente de las Malvinas —rama atlántica de la corriente circumpolar antártica—, que discurre por sectores de mayor profundidad hacia el borde de la plataforma argentina. Desde ese mismo punto cardinal llegan aguas de plataforma originadas en el golfo San Matías. También recibe el influjo, mucho más marcado durante el verano, de masas de aguas subtropicales transportadas desde el nordeste por la corriente del Brasil. Este conjunto íctico se proyecta a lo largo de las costas hacia mayores y menores latitudes, cubriendo todas las aguas litorales de Uruguay y, con algunas variantes específicas y de abundancias, del extremo sur de Brasil (en el estado de Río Grande del Sur).

## Técnicas de pesca empleadas
Entre las artes de pesca empleadas para su captura se encuentran: surimero (arrastre de fondo), arrastre media agua (en las zonas con buena profundidad), palangre, red de enmalle, red tangonera, nasas, etc. Las pesquerías son generalmente multiespecíficas incidentales. La flota pesquera es de tipo artesanal, de rada o ría, costera, de altura e industrial. Entre los arrastreros, la técnica tradicional es el “arrastre a la pareja” (empleando dos barcos), método muy eficiente en la captura de peces demersales, por lo que fue desplazando al “arrastre de fondo con puertas” (o “arrastre con portones de hierro”), muy destructor del lecho.

## Especies más explotadas
El variado costero está compuesto por las especies que son sometidas a explotación, las que constituyen una pequeña fracción de la gran diversidad ictiofaunística regional. El variado costero se compone, en general, de especies de elevadas longevidades, bajas tasas de reposición y biomasas medias. Su pesquería involucra el desembarque de unas 30 especies, las que varían según el área y época del año.
Las especies se presentan en subconjuntos, los cuales tienen una especie como pez dominante. Por ejemplo, destaca el conjunto de la corvina rubia, a la cual acompañan la pescadilla real, la saraca y el córvalo; otro conjunto es el dominado por la pescadilla de red, a la cual acompañan varias especies de lenguados, la palometa pintada, el testolín, el pampanito y el gatuzo. En caladeros de algunas zonas los dominantes son varias especies de  elasmobranquios.
El volumen mayor desembarcado es el aportado por 2 especies: la corvina rubia y la pescadilla de red. Son también importantes: los lenguados, el pez palo, el besugo, el salmón de mar y el mero.
Además de los nombrados, hay otros taxones de peces que componen el variado costero y son objeto de aprovechamiento comercial, entre estos se encuentran: los pejerreyes, el congrio, la brótola, la corvina negra, el pargo, el abadejo, la castañeta, el rubio, la anchoita, la caballa, el cazón, el pez ángel, así como otras rayas y tiburones varios.

## Administración
El manejo de las pesquerías que componen el variado costero es ejercida por la Autoridad de Aplicación pesquera argentina, dependiente del estado nacional (Consejo Federal Pesquero), salvo la franja de mar territorial lindera a las costas, donde es potestad de un organismo provincial (la Dirección de Pesca de la provincia de Buenos Aires). Ambos organismos consensúan las normativas para el área, por ejemplo, la veda para proteger la reproducción en El Rincón de las especies del variado costero, la cual fue determinada para regir en el periodo comprendido entre el 1 de noviembre y el 15 de marzo.

## Importancia socioeconómica del variado costero
El variado costero bonaerense representa alrededor del 10 % del total de desembarques pesqueros de la Argentina. Es una pesquería con gran dinamismo, muy demandante de mano de obra, por lo que representa el 20 % de los puestos laborales embarcados del país, involucrando al 45 % de la flota pesquera argentina.
Generalmente, el variado costero es comercializado en el mercado interno argentino de forma fresca, congelada y en menor medida ahumada. Cuando es destinado a la exportación se lo hace en fresco (en piezas fileteadas o enteras) o congelado (mediante ejemplares enteros en bloque, en tronco o fileteados interfoliados). Los mercados externos principales son: Estados Unidos, Brasil, España, Francia, Italia, China, Corea del Sur, Hong Kong, Japón, etc.